# Катана (Сирия)
Катана (араб. قطنا‎) — город в Сирии, расположен в мухафазе Дамаск, административный центр одноимённого района и минтака Катана.

## Географическое положение
Город находится на высоте 879 м над уровнем моря.

## Демография
Население города по годам:
| 1960   | 1970   | 1981   | 2003   | 2012   |
| ------ | ------ | ------ | ------ | ------ |
| 10 578 | 14 519 | 17 928 | 18 500 | 22 831 |

## Уроженцы
- Джордж Сабра — сирийский государственный деятель.